# Hérakleiosz bizánci császár

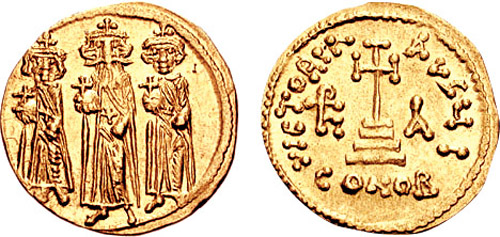
Hérakleiosz és két társcsászára, Kónsztantinosz és Hérakleónasz egy soliduson

Hérakleiosz (görög Ἡράκλειος, latin Heraclius, Kappadókia, 574 körül – Konstantinápoly, 641. február 11.) a Bizánci Birodalom egyik legjelentősebb uralkodója 610-től haláláig. A középkori bizánci állam megteremtője volt, aki reformjai révén mintegy 800 évvel meghosszabbította a császárság történetét. Családja apai ágon valószínűleg örmény, anyai ágon kappadókiai eredetű.

## Hatalomátvétel
Hérakleiosz (magyarul Héra dicsősége), a hasonló nevű karthágói exarcha fia az 591-ben lezárt perzsa hadjárat idején tüntette ki magát Maurikiosz (sötét bőrű) seregében, majd a Phókasz (fóka vagy róka
) zsarnoksága ellen Afrikában segítséget keresők hívására haddal indult Konstantinápolyba. Flottáját üdvrivalgással fogadták, a hatalomátvételben még Priszkosz (előző, korábbi), az excubitores gárda parancsnoka, Phókasz veje is támogatta többek között Szergiosz (megmentő, védelmező, szolgálattevő) pátriárka és a Hippodrom „zöld” politikai csoportja mellett.
Október 3-án vonult be, amikor is állítólag személyesen csapta le a trónbitorló fejét, majd október 5-én a Nagy Palotában koronázták meg, a Szent István kápolnában, ahol közben elvette jegyesét, az ekkor Eudokia (jó hírnév) nevet felvevő Fabiát (bab). A hölgy olyannyira közkedvelt lett Konstantinápolyban, hogy mikor meghalt, és Hérakleiosz másodjára saját unokahúgát, Martinát (Mars lánya) vette feleségül (612), az új házasságát nem fogadták el. Valóban, törvénybe ütköző tett volt a vérfertőző frigy, bár a császár mindezzel nem igazán törődött.

## A birodalom válságban
Hérakleiosz trónra lépésekor a Bizánci Birodalom olyannyira szörnyű helyzetben volt, hogy a császár azt fontolgatta, hogy visszatelepül Karthágóba. Tervéről csak a pátriárka és a főváros népe nyomására tett le.
A kincstár a folyamatos háborúskodásban kiürült, így újabb zsoldosokat sem lehetett felfogadni. 602 óta az avarok elől menekülő szlávok nagy számban özönlötték el a Balkánt, szárazföldön Athénig, a tengeren Krétáig nyomulva. Velük ellentétben a Dunától északra megtelepedett avarok tartós hódítás helyett folyamatos rabló, dúló portyákkal gyengítették nyugat felől a Római Birodalom örökösét. 
Keleten sem volt jobb a helyzet. Egy ideiglenes kaiszareiai sikert (611) leszámítva az Újperzsa Birodalom nyomasztó fölénye érvényesült a térségben. 613-ban aztán a nagykirály Antiokheia mellett döntő vereséget mért Bizáncra, amit gyors előrenyomulás követett: a perzsák bekebelezték Örményországot, meghódították a szíriai Damaszkuszt és az anatóliai Tarsust, 614-ben pedig Jeruzsálem is elesett. Ez óriási morális veszteség volt, főleg hogy a Szent Sír fölé emelt templomot felgyújtották, és II. Huszrau szászánida király megszerezte a Szent keresztet. 
615-től kezdve a perzsák egyre messzebb hatoltak Konstantinápoly felé. Helyőrség vonult be Khalkédónba, a Boszporusz partján, és egy alkalommal még a fővárost is megostromolta a keleti had. Nem így Egyiptom, amely 619-től kezdve került mind nagyobb mértékben perzsa uralom alá, megrendítve ezzel a Bizánci Birodalom gabonaellátásának alapjait. 617-ben maga a császár is majdnem merénylet áldozata lett Hérakleia mellett, amikor találkozott az avarok kagánjával.

## Reformok

### Kiút: a thema-rendszer
A pusztulással fenyegető válságon Hérakleiosz a thema-rendszer kialakításával lett úrrá. A még bizánci kézben levő kis-ázsiai területeken az egyes hadseregeknek és katonáknak az öröklődő fegyveres szolgálat fejében földet juttatott. A themák a katonáknak művelésre kiadott birtokok voltak, amik egyben tartották az alakulatokat. Az egyes themákat sztratégoszok vezették, akik mind a katonai, mind a polgári irányítást ellátták, hasonlóan az exarchátusok rendszeréhez. A föld továbbra is állami tulajdonban maradt, és a katonák a művelési jogért cserébe kevesebb zsoldot kaptak. A themák elfogadása nem volt kötelező, ám általuk csökkent a népszerűtlen sorozások száma. 
A hadsereg létszáma növekedett, ráadásul rendkívül olcsón. Az újonnan (vissza)szerzett területeken is könnyen létre lehetett hívni a thema-rendszert, tehát az új szisztéma az elnéptelenedést is megakadályozhatta. Sőt az asszimilációt is segíthette, amint a Kis-Ázsiába telepített szláv parasztkatonák sorsa mutatja.
Hérakleiosz idején négy themát alakítottak ki (Opszikion, Anatolikon, Armeniakon és Karabisziani), számuk később növekedett mind Anatóliában, mind a Balkánon.

### Államszervezeti átalakítások
A themák bevezetése és a birodalom többi területének ellenőrizhetetlensége miatt a bizánci állam életében korábban oly fontos szerepet játszó, a praefectus praetorio vezetése alá tartozó pénzügyi mamutszerv szerepe névlegessé degradálódott, egyes kancelláriái önálló testületekké váltak. Ekkortájt jelent meg egy új tisztség, a szakellarioszé, aki a császár titkos magánpénztáráért felelt. Új „miniszterek” jelentek meg az egyes szerveket vezető tisztviselők, a logothetészek személyében.

## Eredmények

### Az új hadsereg első sikerei
619-ben sikerült békét kötni az avarokkal, ez pedig lehetővé tette, hogy a császár elképzelését lelkesen és bőkezűen támogató ortodox katolikus egyház segítségével váratlan ellencsapás induljon a perzsák ellen. Hérakleiosz kiváló katona volt, és Maurikiosz példáját követve maga állt a haderő élére. Bár tanácsadói ellenezték ambícióit, ő a kormányzást egy Bonosz (jó) nevű patríciusra és Szergiosz pátriárkára hagyta kiskorú fia, Kónsztantinosz (állandó, tartós) nevében.
622. április 5-én, húsvét hétfőjén vonult ki a Trákiából átdobott sereg Nikomédia közelébe, ahol az uralkodó friss haderejével egész nyáron át húzódó hadgyakorlatot tartott. Stratégiájában nagy szerepet játszott a könnyű lovasíjászok alkalmazása. A végül Örményországban bekövetkezett őszi ütközet a híres perzsa vezér Sarbaraz vereségével végződött, így Anatólia megszabadult a közvetlen fenyegetéstől. A császár ennek ellenére az avar fenyegetés miatt kénytelen volt hazatérni, és csak a támadóknak fizetett sarc emelésével sikerült biztosítania a fővárost.
623 tavaszán Hérakleiosz ismét útnak indult, és ezúttal teljesen felszabadította a Kaukázust és az Örmény-felföld vidékét, többek között Dvin és Ganzak is a kezébe került. Megtorlásként ez utóbbi városban felégették Zarathustra szentélyét. Bár a keresztény helyiek segítették a bizánciakat, Perzsiát az elkövetkező három évben nem sikerült lerohanni. 625-ben Hérakleiosz Kilikia felől próbálkozott a támadással, majd miután itt sem ért el sikert, Pontoszba vonult vissza áttelelni.

### Perzsia bukása
A perzsák igyekeztek kihasználni a bizánciak elvonulását és 626-ban Sarbaraz (a birodalom vaddisznója) vezetésével hatalmas hadsereget menesztettek Anatólián át Konstantinápoly felé, és a Boszporusz túlpartján, Khalkédónban vetették meg a lábukat. A bajt tetézte, hogy július 27-én az avarok vezette szláv–bolgár–gepida hadsereg is ostrom alá vette a várost. A pátriárka vallásos lelkesítése és a helyőrség kitartása révén végül augusztus 10-én sikerült a tengeren döntő vereséget mérni a támadókra, mire a túlparton állomásozó perzsák is kénytelenek voltak visszavonulót fújni. Sarbaraz Szíriába vonult vissza, Sáhín (a madarak királya,sólyom) tábornok seregét pedig Hérakleiosz öccse, Theodórosz (Isten ajándéka) verte szét.
Hérakleiosznak nem volt szerepe Konstantinápoly megmenekülésében, mivel Lazika kikötőjében állomásozott hadai élén. Annál többet tett a végső győzelem kivívásáért, amikor kiegyezett a kazárokkal, akik a Kaukázusban és Örményországban segítették a harcát. Innen a bizánci sereg egyedül nyomult előre, és 627-ben Ninive mellett sikerült döntő győzelmet aratnia a perzsák felett. 628-ban már a királyi székhely, Dasztagerd is elesett, mire lázadás tört ki a Perzsa Birodalomban. A hadműveletek leálltak, II. Huszraut meggyilkolták, utódja, II. Kavád pedig azonnal békét kötött. Szíria, Örményország, Mezopotámia, Palesztina és Egyiptom ismét Bizánc kezébe került. Mi több, Széróé hamarosan elhunyt, és fia gyámjának Hérakleioszt nevezte ki. Perzsia teljes vereséget szenvedett.
A császár hat év után tért vissza Konstantinápolyba, ahol a papság és a nép üdvrivalgása fogadta. 630. március 21-én Jeruzsálemben Hérakleiosz visszakapta a Szent kereszt ereklyéit is, ezzel szimbolikusan is lezárult a küzdelem.

### A Balkán
Az avarok 626-os kudarca megrendítette a számos nép felett uralkodó kaganátust, ekkor függetlenítették magukat a szerbek és horvátok. E két, az avar igát lerázott délszláv nép is átkelt a Duna jobb partjára, és a bizánciak egyetértésével ott letelepedett. Bíborbanszületett Konstantin beszámol arról, hogy hűségesküt tettek Konstantinápolynak, ami a császárság friss erejét tekintve nem is valószínűtlen, mindazonáltal legfeljebb formálisnak tekinthető.

## Kulturális fordulat
Hérakleiosz uralkodása nem csak közigazgatási és katonai szempontból volt fordulópont a történelemben, hanem ekkor vált a Keletrómai Birodalom kulturális értelemben ténylegesen is Bizánci Birodalommá. Eddig ugyanis az államigazgatás és a hadsereg a lakosság által egyáltalán nem beszélt, és az egyházi életben sem használt latin nyelvet használta, de a császár végre teljessé tette a hellenizálódást. Jellemző a helyzetre, hogy Bizáncban a latintudás néhány generáció múlva ritkaságszámba ment.
Hérakleiosz a titulatúrát is görögre cserélte. Az eddig több elemből összeállított császári cím – imperator, caesar, augustus – helyett hivatalosan is az addig informálisan használt görög baszileusz lett a császár megnevezése. Hérakleiosz két fiát, Kónsztantinoszt és Hérakleónaszt (Héra dicsősége, becézett forma) is baszileusszá tette.

## Vallási kérdések
A keleti tartományok visszatérése évszázados problémát vetett fel. A helyiek ugyanis a monofizitizmus tanait követték, míg azokat a hivatalos császári politika a khalkédóni zsinat határozatai alapján elutasította. Hérakleiosz és Szergiosz pátriárka tisztában volt vele, hogy egységre van szükség, hiszen a lakosság és Konstantinápoly feszült viszonya már a perzsa inváziót is megkönnyítette. Az első kompromisszummal kecsegtető megoldást a monoenergetizmus kínálta, mely szerint Krisztus ugyan két természettel, de egy aktív működéssel (energeia) rendelkezett. Az erőszakos egységesítés azonban mind ortodox, mind monofizita részről ellenségeskedést váltott ki. A tervet leghangosabban az ortodox jeruzsálemi pátriárka, Szóphroniosz (bölcs és értelmes) ostorozta.
Bár a monoenergetikus elképzeléseket is támogatta, I. Honoriusz pápa inkább a monothelétizmus híve volt. Eszerint Krisztus két természete mellé egyetlen isteni akarat (theléma) illett. Szergiosz az előző kísérlet kudarcát látva monotheléta alapokon kidolgozta a császár által 638-ban kiadott, Ekthészisz címet viselő ediktumot. Bár Szergiosz utóda, Pürrhosz (gyúlékony) folytatta elődje politikáját, a Honoriust (kitüntetett) követő pápák elálltak a kompromisszumkereséstől, és a lakosságot sem sikerült megbékíteni.

## Arab invázió
Hérakleiosz nem sokáig élvezhette uralkodása gyümölcseit. Az Arab-félszigeten ugyanis 622-től kezdve olyasmi ment végbe, ami alapjaiban változtatta meg a világ történelmét. Az iszlámot hirdető Mohamed próféta hidzsráját követően Medina városában erős társadalmi bázist alakított ki, amelynek eredményeképpen hamarosan Mekka és egész Arábia a kezébe került. Mohamed (am: dicséretre méltó) így nem csak vallást, hanem birodalmat is alapított.
Mohamed 632-ben bekövetkezett halála után azonban számos addigi szövetségese és legyőzött ellenfele fellázadt (ridda), mivel azok az iszlámban addig pusztán a gyors zsákmányszerzés lehetőségét látták. A visszatáncolókat Abu Bakr (fiatal teve apja), az első kalifa (632-634) legyőzte, de ő és utódja, Omár (virágzó, hosszú életű, szónok) is megértette, hogy a törzsek összekovácsolásához további idő és főleg zsákmány szükséges. Márpedig ehhez kiváló feltételek adódtak az egymás elleni harcban meggyengült Újperzsa Birodalom és a Bizánci Birodalom esetében.
Az arabok 634-ben rátörtek Palesztinára és Szíriára. Az idősödő császár Antiokheiából igyekezett irányítani a hadműveleteket, de kevés sikerrel. 636. augusztus 20-án a jarmúki csata eldöntötte Szíria sorsát, amelynek monofizita lakói harc nélkül nyitották meg városaikat a muszlimok előtt. A Szóphroniosz pátriárka vezette jeruzsálemi ellenállás 638-ban tört meg. Mezopotámia 639/640-ben veszett oda, 640 októberében pedig Örményország legnagyobb erőssége, Dvin is arab kézre került. A nemrég vérrel-verejtékkel visszaszerzett keleti pozíciók semmivé foszlottak.

## Hérakleiosz hagyatéka
A vereségek rendkívüli módon megviselték a császárt, aki ezúttal kísérletet sem tett arra, hogy személyesen vezesse a bizánci hadakat. Jarmúk után hazaindult, de a tengerparti Hiereia kastélyában (szemben Konstantinápollyal, a Boszporusz túlpartján) megállt. Félni kezdett a boszporuszi átkeléstől, és valóban: az udvarban összeesküvést göngyölítettek fel. A megrendült egészségű uralkodó állapotát szomorú családi élete is súlyosbította.

## Családja
Első asszonya, a népszerű Fabia Eudokia ugyan szült neki egy lányt, Epiphaniát (kinyilatkoztatás), és egy fiút, a későbbi III. Konstantint, de néhány hónappal ezt követően – valószínűleg epilepszia következtében – meghalt (612). Hérakleiosz új felesége saját unokahúga, Martina volt. A vérfertőző kapcsolatot a világi és egyházi törvények mellett a nép is elítélte, ennek ellenére Hérakleiosz kitartott asszonya mellett. Martina hű feleség volt, férjét még a hadjáratokra is elkísérte. Kilenc gyermekük közül azonban négy nagyon korán meghalt, két fiú pedig nyomorékként jött a világra.
Gyermekeik:
- Fabiosz (bab), bénult nyakkal született
- Theodosziosz, süketnémán született. Nikét (győzelem), Sarbaraz lányát vette el
- Kónsztantinosz
- Héraklónasz
- David/Tiberiosz (állóvízé), 638-ban cézárrá nyilvánították
- Martinosz/Marinosz  (Marsé, a tengeré)
- Augusztina Augusta  (nagyszerű)
- Anasztaszia  (feltámadás) és/vagy Martina Augusta
- Febronia  (tisztítás)

Egy törvénytelen fia is volt, Atalarikhosz (nemes uralkodó) János (Isten kegyelmes), aki 637-ben összeesküvést szőtt ellene unokafivére, Theodórosz és az örmény Davit Szaharuni (szeretett hajnal) részvételével. Büntetésül orrát és kezét levágták és a Márvány-tengeri Prinkipo szigetére száműzték. 
Martina igyekezett Konstantint kiszorítani az örökösödésből, de csak azt sikerült elérnie, hogy saját fia, Héraklónasz is elnyerje a baszileuszi címet, azaz Hérakleiosz halálát követően Konstantin társcsászára lett. Az uralkodó végrendeletében mindkét fiát örökösévé tette meg azzal a kiegészítéssel, hogy Martina is a társuk legyen, mint „anyjuk és császárnőjük”. A helyzet Hérakleiosz hosszas betegséget követő, 641. február 11-én bekövetkezett halála után zavargásokat eredményezett.
A vallásügyi és katonai kudarcok ellenére az energikus uralkodónak sikerült megmentenie a birodalom magterületeit, elpusztította a Phókasz idején túlburjánzott korrupciót, és thema-rendszerével garantálta a birodalom fennmaradását.